# Прамонгол, Чаутра
Чаутра Прамонгол (род. 29 ноября 1994 года) - тайская тяжелоатлетка, чемпионка мира 2023 года, призёр чемпионата мира 2022 года, призёр летних юношеских Олимпийских игр 2010. Участница Олимпийских игр 2012 года в Лондоне.

## Карьера
Она начала заниматься спортом в 13 лет в спортивной школе в Чонбури, Таиланд.
На I летних юношеских Олимпийских игр 2010 года в весе до 48 кг завоевала серебряную медаль. 
В 2012 году приняла участие в летних олимпийских играх в Лондоне, где в весовой категории до 48 кг заняла итоговое 4-е место с результатом 191 кг.
В начале ноября 2018 года на чемпионате мира в Ашхабаде, тайская спортсменка, в весовой категории до 48 кг., завоевала абсолютную золотую медаль, взяв общий вес 209 кг. В упражнение толчок ей также не было равных. В дальнейшем была лишена награды и дисквалифицирована за применение допинга.
На чемпионате мира 2022 года в Боготе, в Колумбии завоевала серебряную медаль по сумме двух упражнений с результатом 180 кг, и малую золотую медаль в упражнении "толчок" с результатом 102 кг.
В Саудовской Аравии, где состоялся Чемпионат мира по тяжёлой атлетике 2023 года, таиландская спортсменка в категории до 45 кг завоевала титул чемпионки мира с результатом 179 кг по сумме двух упражнений. Две малые золотые медали в различных упражнениях также достались ей.